# Gerd Binnig

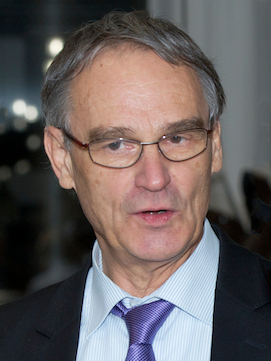
Gerd Binnig beim Gedächtnis-Symposium für Heinrich Rohrer (2013)

Gerd Karl Binnig (* 20. Juli 1947 in Frankfurt am Main) ist ein deutscher Physiker und Nobelpreisträger.

## Leben
1966 absolvierte Gerd Binnig sein Abitur an der Rudolf-Koch-Schule in Offenbach am Main. Im Jahr 1978 wurde er in Physik mit einer Arbeit über „Tunnelspektroskopie an supraleitendem (SN)x“ an der Johann Wolfgang Goethe-Universität Frankfurt am Main promoviert.
Binnig entwickelte mit dem Schweizer Heinrich Rohrer im IBM-Forschungslabor bei Zürich 1981 das Rastertunnelmikroskop. Im Jahr 1983 erhielt er dafür den Otto-Klung-Preis als bester deutscher Nachwuchswissenschaftler im Fach Physik.
1986 erhielten Binnig und Rohrer zusammen mit Ernst Ruska den Nobelpreis für Physik für die Entwicklung des Rastertunnelmikroskops. Gerd Binnig entwickelte anschließend das Rasterkraftmikroskop. Von 1988 bis 1994 leitete er die IBM Physikgruppe München an der Ludwig-Maximilians-Universität München und beschäftigte sich unter anderem zusammen mit seinen Doktoranden Franz Josef Gießibl und Frank Ohnesorge mit der weiteren Entwicklung der Rasterkraftmikroskopie.
Im Jahr 1994 gründete Binnig die Firma Delphi2 Creative Technologies GmbH, die später umbenannt wurde in Definiens GmbH, heute Definiens AG mit Sitz in München. Aus ihr ging die Definiens Imaging GmbH hervor, die mit der Software eCognition Erfolge im Bereich objektbasierter Bildklassifikation vorweist. Damit wurden Fernerkundungsdaten analysiert und auch Bilddaten aus bildgebenden Verfahren der Medizin um zum Beispiel Krebszellen in Gewebeproben aufzuspüren. Definiens wurde 2014 für 150 Mio. US-Dollar an AstraZeneca verkauft.

## Auszeichnungen und Ehrungen
- 1983 Otto-Klung-Preis

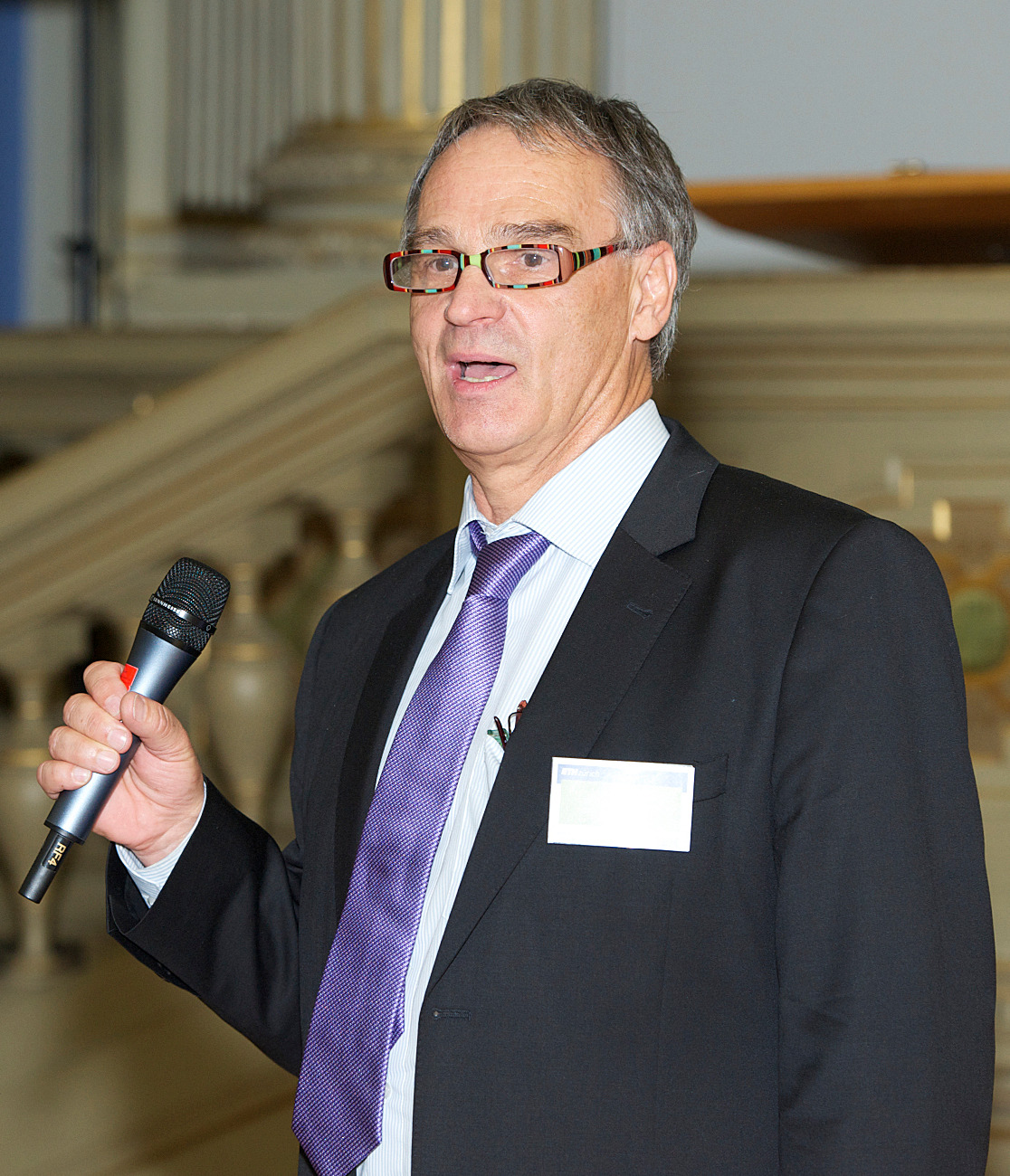
Gerd Binnig beim Gedächtnis-Symposium für Heinrich Rohrer (2013)

- 1986 Physik-Nobelpreis für die Entwicklung des Rastertunnelmikroskops
- 1987 Großes Verdienstkreuz mit Stern und Schulterband des Verdienstordens der Bundesrepublik Deutschland
- 1987 Mitglied der National Academy of Sciences
- 1992 Bayerischer Verdienstorden
- 1998 Bayerischer Maximiliansorden für Wissenschaft und Kunst
- 2011 Das Binnig and Rohrer Nanotechnology Center in Rüschlikon/ZH wurde u. a. nach ihm benannt.
- 2016 Kavli-Preis

## Werke (Auswahl)
- Patent  CH643397: Scanning apparatus for surface analysis using vacuum-tunnel effect at cryogenic temperatures (Gerät zur rasterartigen Oberflächenuntersuchung unter Ausnutzung des Vakuum-Tunneleffekts bei kryogenischen Temperaturen). Angemeldet am 20. September 1979, Anmelder: IBM, Erfinder: Gerd Binnig, Heinrich Rohrer.‌
- Gerd Binnig, Heinrich Rohrer, C. Gerber und E. Weibel: Tunneling through a Controllable Vacuum Gap, Appl. Phys. Lett. 40, 178 (1982).
- Gerd Binnig, Heinrich Rohrer, C. Gerber und E. Weibel: Surface studies by scanning tunneling microscopy. In: Phys. Rev. Lett. 49/1, S. 57–61 (1982).
- Gerd Binnig: Aus dem Nichts. Über die Kreativität von Natur und Mensch. (1997), ISBN 3-492-21486-X.